# William McKinney
William McKinney (Cynthiana, Kentucky, 17 de septiembre de 1895 - 14 de octubre de 1969) fue un baterista y director de orquesta de jazz tradicional.
Inicia su carrera profesional después de licenciarse en la Armada, como batería de un circo ambulante. No será hasta 1922 que comience a tocar jazz, liderando una banda denominada "Synco Jazz Band", y que él pasa a llamar McKinney's Cotton Pickers. En 1926 la banda, renovada, toca por todo el medio oeste y Detroit y, al acabar esta gira, a comienzos de 1927, se incorpora a la misma como arreglista, Don Redman. A continuación, graba sus primeros discos, en Chicago, para el sello Victor, en el que permanece hasta 1931. En esta época, la banda incluye a músicos como Rex Stewart o Benny Carter, quien reemplaza a Redman como arreglista y director musical. En la década de 1940, McKinney abandona la escena musical, para dedicarse al negocio del automóvil, en su ciudad natal.
La crítica suele considerar a la orquesta de McKinney como una de las esenciales en el desarrollo del jazz desde el hot tradicional al swing, junto a las de Duke Ellington y Fletcher Henderson. Es reseñable que, realmente, McKinney nunca tocó con su banda, pues desde muy pronto, incluyó al batería Cuba Austin en la misma para sustituirle; y que, además, tampoco la dirigió en sentido estricto, puesto que siempre mantuvo un director musical y arreglista en nómina.